# Nuoto ai XVI Giochi del Mediterraneo - Staffetta 4x100 metri stile libero femminile

## Record
Prima di questa competizione, il record del mondo (WR) e il record dei Giochi del Mediterraneo (GR) erano i seguenti:
|    | 3'33"62 | Paesi Bassi Inge Dekker Ranomi Kromowidjojo Femke Heemskerk Marleen Veldhuis | 18 marzo 2008 Eindhoven, Paesi Bassi |
| GR | 3'47"83 | Francia Elsa N'Guessan Angela Tavernier Sophie Huber Céline Couderc          | 24 giugno 2005 Almería, Spagna       |

Durante l'evento sono stati migliorati i seguenti record:
| Data      | Evento      | Squadra | Nazione | Tempo   | Record |
| --------- | ----------- | ------- | ------- | ------- | ------ |
| 27 giugno | 1ª batteria | Italia  | Italia  | 3'46"57 | GR     |
| 27 giugno | Finale      | Italia  | Italia  | 3'40"63 | GR     |

## Batterie
Sabato 27 giugno, ore 12:00 CEST.
Si è svolta 1 batteria di qualificazione. Le prime 8 staffette si sono qualificate direttamente per la finale.
| # | Batteria | Corsia | Squadra  | Nazionalità | Tempo   | Note  |
| - | -------- | ------ | -------- | ----------- | ------- | ----- |
| 1 | 1        | 3      | Italia   | Italia      | 3'46"57 | Q, GR |
| 2 | 1        | 4      | Francia  | Francia     | 3'47"75 | Q     |
| 3 | 1        | 7      | Spagna   | Spagna      | 3'48"09 | Q     |
| 4 | 1        | 5      | Grecia   | Grecia      | 3'51"35 | Q     |
| 5 | 1        | 6      | Serbia   | Serbia      | 3'57"78 | Q     |
| 6 | 1        | 2      | Slovenia | Slovenia    | 3'59"75 | Q     |
| 7 | 1        | 8      | Marocco  | Marocco     | 4'30"78 | Q     |

## Finale
Sabato 27 giugno, ore 19:10 CEST.
| Posizione | Corsia | Squadra  | Paese    | Tempo   | Note |
| --------- | ------ | -------- | -------- | ------- | ---- |
|           | 4      | Italia   | Italia   | 3'40"63 | GR   |
|           | 5      | Francia  | Francia  | 3'41"65 |      |
|           | 3      | Spagna   | Spagna   | 3'43"48 |      |
| 4         | 6      | Grecia   | Grecia   | 3'48"00 |      |
| 5         | 7      | Slovenia | Slovenia | 3'50"29 |      |
| 6         | 2      | Serbia   | Serbia   | 3'52"73 |      |
| 7         | 1      | Marocco  | Marocco  | 4'10"81 |      |